# Caravonica
Caravònica (Cairònega in ligure) è un comune italiano di 246 abitanti della provincia di Imperia in Liguria.

## Geografia fisica
Il territorio di Caravonica è situato lungo il fianco destro della valle del torrente Trexenda, quest'ultimo tributario del torrente Impero.

## Storia

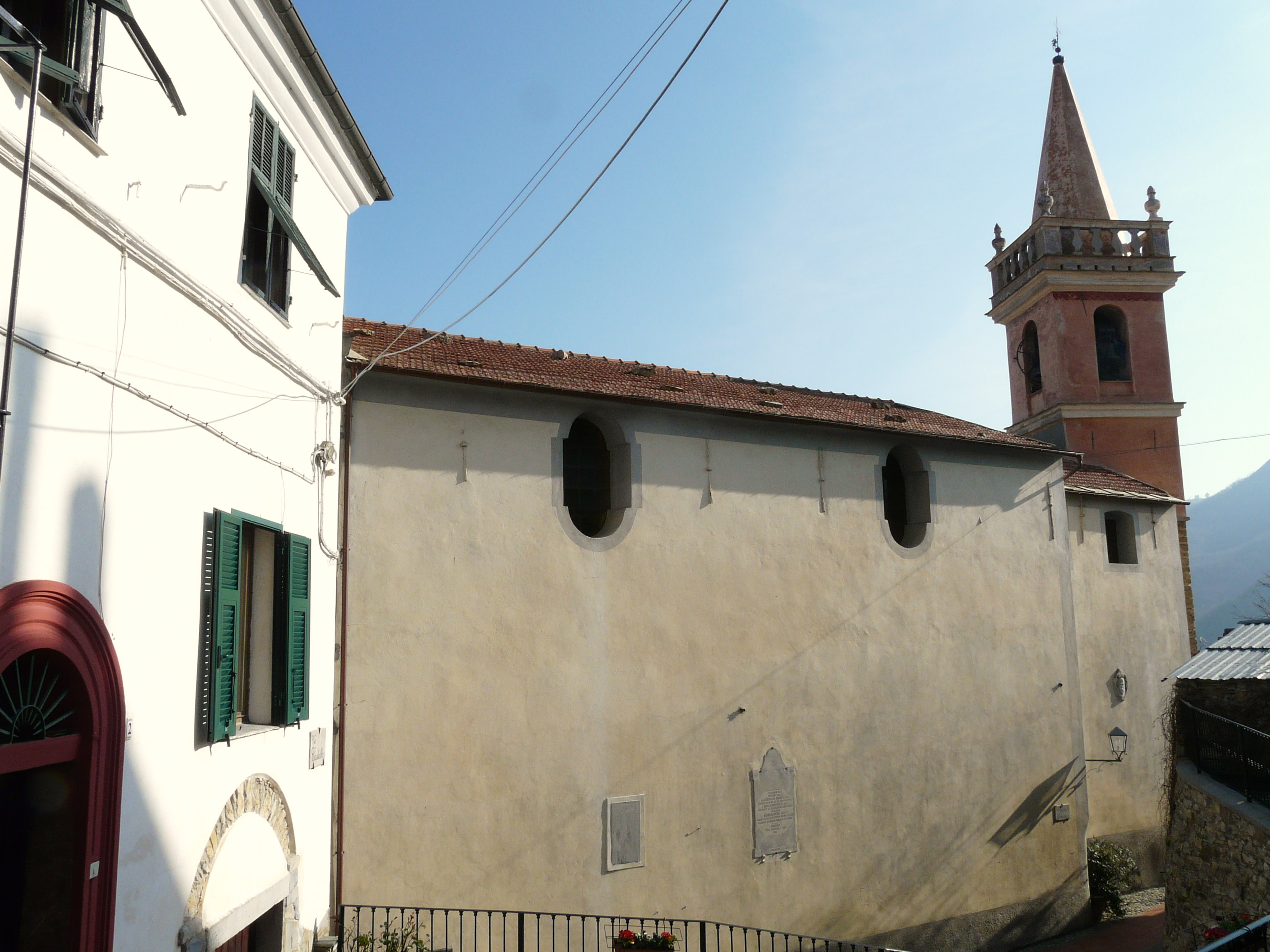
Scorcio del borgo di Caravonica e della chiesa

Situato in una posizione più arretrata rispetto all'importante arteria stradale della statale 28 del Colle di Nava, il borgo di Caravonica in epoca passata costituiva una tappa obbligata, un unico percorso per le carovane che dalla costa imperiese dovevano raggiungere l'entroterra e, valicando il colle San Bartolomeo, la valle Arroscia e quindi il Piemonte: la cosiddetta "Via Marenca".
E proprio collegandosi alla parola "carovana" potrebbe derivare il toponimo del comune o, come da un'antica tradizione popolare e contadina, invece da una bella fanciulla di nome Nice che dai suoi canti tra i pascoli e i boschi del territorio nacque l'appellativo de Cara vox Nice ("La cara voce di Nice") e da qui "Caravonica".
Il villaggio di Caravonica era frequentato già in epoca romana; interessato successivamente dalle incursioni barbariche  verso la metà del VII secolo, divenne dominio longobardo. Sotto il regno dei Franchi il borgo era sottoposto alla giurisdizione amministrativa della Marca Arduinica e apparteneva alla diocesi di Albenga. 
Il borgo è citato per la prima volta in un documento del 1150, mentre a cinque anni prima risale l'atto del vescovo Odoardo che concesse ai conti Raimondo e Filippo di Ventimiglia la riscossione dei proventi delle decime ecclesiastiche nei territori della valle del Maro e dell'Impero, e quindi anche di Caravonica (1145).
Possedimento dei conti di Ventimiglia, il borgo è citato ancora nel 1156 nei carteggi del conte e signore del Maro Ottone di Ventimiglia e nel 1233 quale partecipante alla fondazione del feudo di Pieve di Teco.
Al 1424 risale l'indipendenza della locale chiesa parrocchiale di San Michele dalla matrice pieve dei Santi Nazario e Celso di Borgomaro passando sotto una gestione religiosa alternata tra la curia vescovile ingauna e la Santa Sede.
Nei secoli XV, XVI e XVII il territorio di Caravonica fu la residenza dei locali marchesi di Caravonica, ramo minore dei conti di Ventimiglia, che a ponente della parrocchiale del borgo eressero il loro castello; l'edificio fu danneggiato durante gli scontri napoleonici di fine Settecento e definitivamente demolito in epoca successiva.

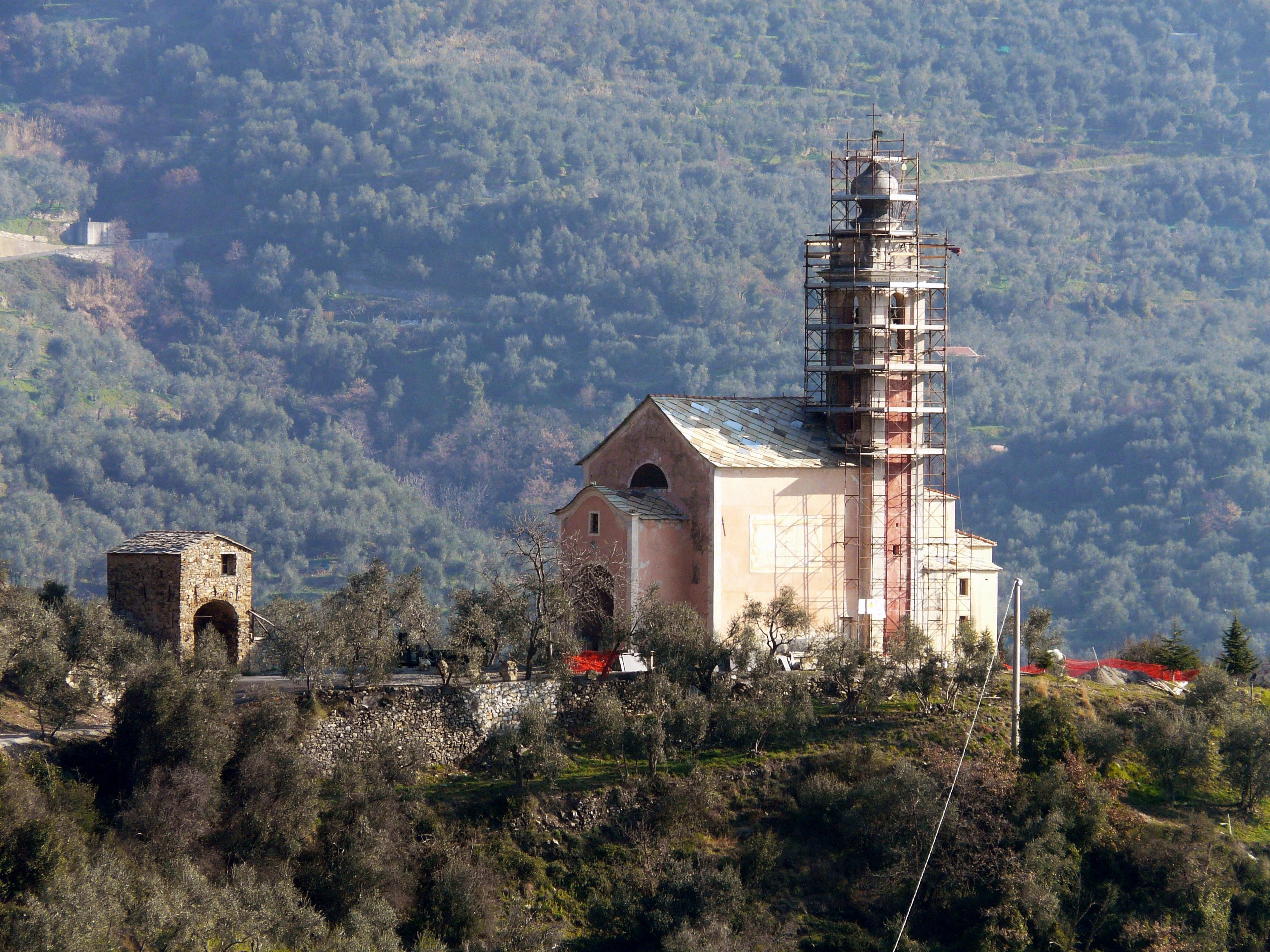
Il santuario di Nostra Signora delle Vigne lungo la strada per il Colle San Bartolomeo

Unito ai possedimenti del duca Emanuele Filiberto I di Savoia dal 1575, nel XVII secolo Caravonica patì, come altri luoghi del Maro e del ponente ligure, gli scontri tra gli eserciti del Ducato di Savoia e della Repubblica di Genova, soprattutto durante la guerra del 1625. 
Nel giugno del 1706 il borgo ospitò la duchessa Anna Maria di Orléans, moglie di Vittorio Amedeo II, che stava fuggendo dalla città di Torino assediata dai Francesi portando con sé i figli e, pare, la Sacra Sindone. Legato alla dominazione del Regno di Sardegna fu lo sviluppo economico e sociale che il territorio ebbe anche grazie alla Via Regia nuovo e più agevole collegamento tra la costa ligure ed il Piemonte. 
Interessato dalla guerra napoleonica del 1794 e da quella più sanguinosa del 1799 (ingenti furono le perdite tra gli schieramenti contrapposti francesi e piemontesi), il territorio di Caravonica confluì tra il 1801 e il 1803 nella Repubblica Ligure andando a costituire il II cantone di Val di Maro nella giurisdizione degli Ulivi. Nel 1804 gli fu unita la municipalità di San Bartolomeo d'Arzeno.
Annesso poi al Primo Impero francese, dal 13 giugno 1805 al 1814 il territorio venne inserito nel dipartimento di Montenotte sotto la circoscrizione di Porto Maurizio.
Nuovamente tornato al Regno di Sardegna dal 1815, così come stabilito dal congresso di Vienna del 1814, e scorporato il ricostituito ente municipale di Arzeno, Caravonica confluì nel Regno d'Italia dal 1861. Dal 1859 al 1927 il territorio era compreso nel I mandamento di Borgomaro del circondario di Porto Maurizio facente parte della provincia di Porto Maurizio e, con la sua costituzione, della successiva provincia di Imperia.
Gli ultimi aggiustamenti territoriali del comune di Caravonica risalgono al 1929 quando incluse la frazione di San Bartolomeo dal comune di Arzeno d'Oneglia (soppresso e unito al comune di Cesio).
Dal 1973 al 31 dicembre 2008 ha fatto parte della Comunità montana dell'Olivo e, con le nuove disposizioni della Legge Regionale n° 24 del 4 luglio 2008, fino al 2011 della Comunità montana dell'Olivo e Alta Valle Arroscia.

### Simboli
Stemma
Gonfalone
Lo stemma e il gonfalone sono stati concessi con decreto del presidente della Repubblica del 30 luglio 2001.

## Monumenti e luoghi d'interesse

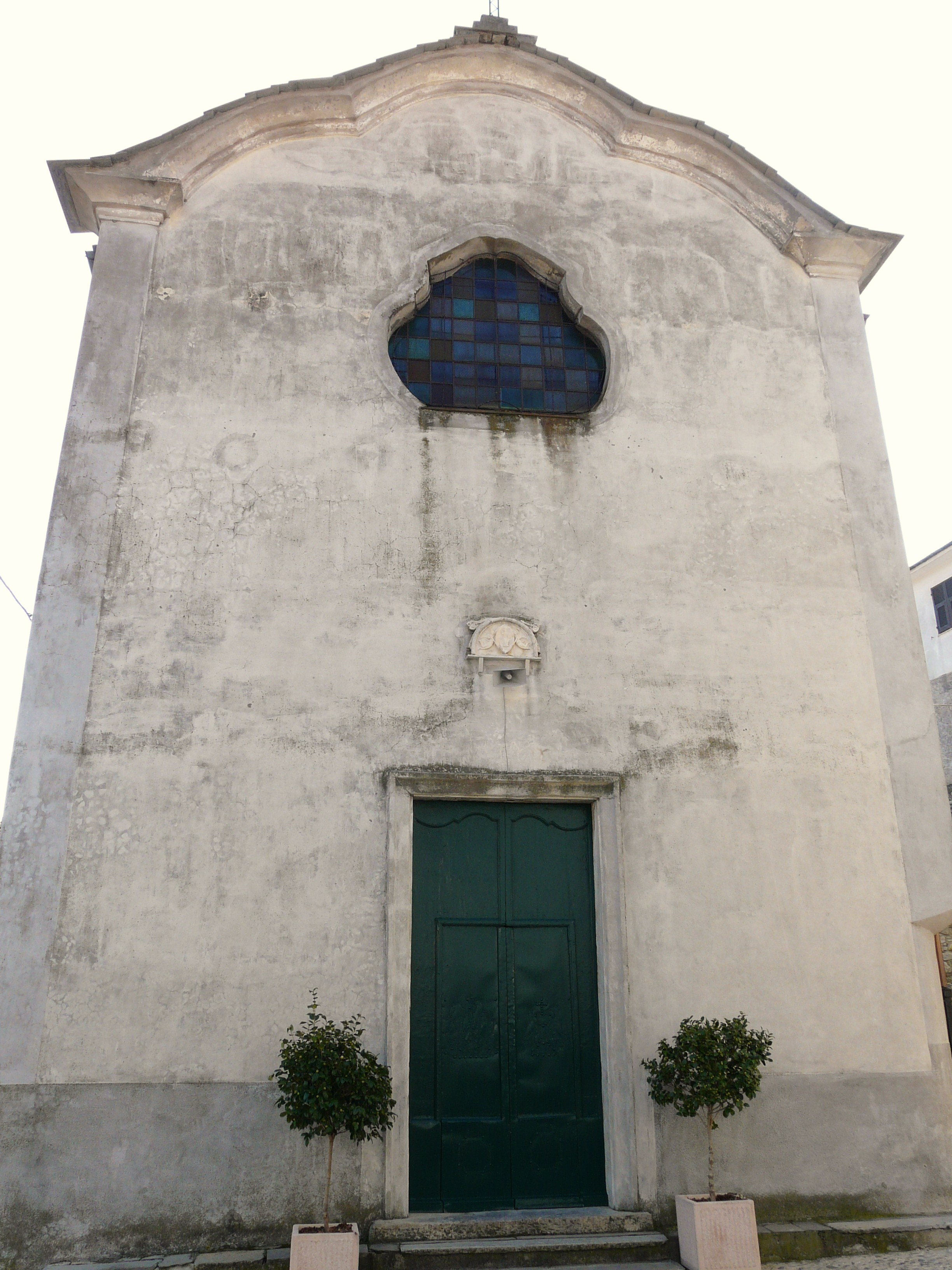
La chiesa parrocchiale di San Michele Arcangelo e di San Pietro nel centro storico caravonichese

### Architetture religiose
- Chiesa antica di San Michele Arcangelo nel capoluogo. Eretta intorno all'XI secolo (alcune fonti datano la chiesa al 1052) è una delle più antiche del borgo, della quale oggi non rimane che qualche rudere delle mura perimetrali e dell'abside presso il locale cimitero.
- Chiesa parrocchiale di San Michele Arcangelo e di San Pietro nel capoluogo. Riedificata nel 1670 su una preesistente costruzione, di cui rimangono le tracce nella struttura del campanile, conserva una statua dell'arcangelo del XIX secolo e una pala della Madonna del Rosario e oranti attribuita al pittore Bernardo Castello.
- Oratorio della Santissima Annunziata nel capoluogo, opera settecentesca di architettura barocca di Filippo Marvaldi.
- Chiesa di San Bartolomeo. Collocata in posizione dominante nella frazione di San Bartolomeo d'Arzeno, fu posta sotto le dipendenze dei Cavalieri di San Giovanni, poi noti come Cavalieri di Maa Calta fin dal Medioevo.
- Santuario di Nostra Signora delle Vigne, lungo la strada statale 28 del Colle di Nava per il colle San Bartolomeo, parzialmente ricostruito nel 1740; presenta notevoli stucchi realizzati da Francesco Maria Marvaldi e dal ticinese Gio Andrea Casella.
- Oltre alle architetture sopra citate, luogo di interesse è il "Palazzo della Contressa", così chiamato perché di proprietà della Contessa Elisabetta Prassede Thomatis fino alla sua morte, avvenuta a Roma nel 1824. Nel Palazzo soggiornò, dal 29 Giugno al 2 Luglio 1706, la Duchessa di Savoia Anna d'Orléans , in fuga da Torino verso Roma, molto probabilmente portando con sè la Sacra Sindone.Il Palazzo è stato posto sotto tutela già dal 1934.Il vincolo è stato consegnato a Francesco Gandolfi, bisnonno dell'attuale proprietario.Il "Palazzo della Contessa" è diventato di proprietà della Famiglia Gandolfi presumibilmente intorno al 1865.L'attuale proprietario ha provveduto al restauro del salone principale e della stanza attigua, detta la "stanza del Vescovo". Ha ricevuto un parziale rimborso delle spese sostenute e pertanto i locali restaurati sono visitabili gratuitamente ogni prima domenica del mese dalle 10 alle 17. Attualmente è in fase di avanzamento una seconda fase di restauro conservativo del Palazzo, con permesso del Ministero dei Beni Culturali.Culturali.

## Società

### Evoluzione demografica
Abitanti censiti

### Etnie e minoranze straniere
Secondo i dati Istat al 31 dicembre 2019, i cittadini stranieri residenti a Caravonica sono 53, così suddivisi per nazionalità, elencando per le presenze più significative:
1. Albania, 36

## Geografia antropica

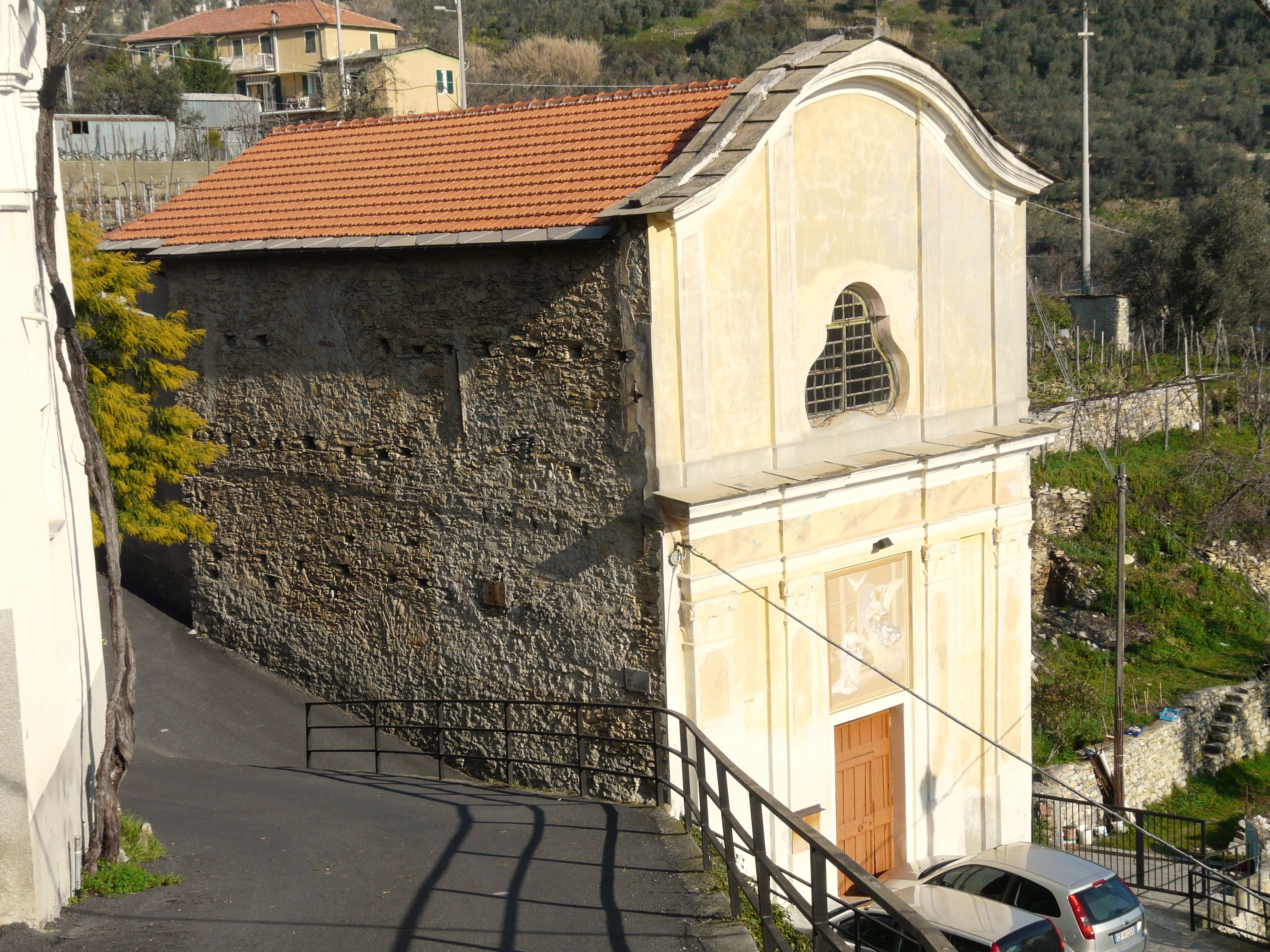
L'oratorio della Santissima Annunziata di Caravonica

Il territorio comunale è costituito, oltre il capoluogo, dall'unica frazione di San Bartolomeo d'Arzeno per un totale di 4,47 km².
Confina a nord con i comuni di Pieve di Teco e Cesio, a sud con Borgomaro, ad ovest con Pieve di Teco e Cesio e ad est con Cesio e Chiusanico.

## Economia
Il comune basa la sua principale risorsa economica sull'attività agricola, specie nella produzione dell'olivicoltura e della viticoltura. Il territorio offre una discreta produzione di vini come il Vermentino o il Dolcetto.

## Infrastrutture e trasporti

### Strade
Il territorio di Caravonica è attraversato dal vecchio tracciato della strada statale 28 del Colle di Nava collegandosi, a nord, con le provinciali 20 e 21 presso il Colle San Bartolomeo e, a sud, innestandosi con la frazione di San Lazzaro Reale nel territorio comunale di Borgomaro.

## Amministrazione
| Periodo          | Periodo          | Primo cittadino           | Partito                                              | Carica         | Note   |
| ---------------- | ---------------- | ------------------------- | ---------------------------------------------------- | -------------- | ------ |
| 21 giugno 1985   | 31 maggio 1990   | Gian Marco Zerbino        | Democrazia Cristiana                                 | Sindaco        |        |
| 31 maggio 1990   | 28 maggio 1991   | Aldo Compare              | Democrazia Cristiana                                 | Sindaco        | [ 14 ] |
| 28 giugno 1991   | 15 ottobre 1991  | Rinieri Ferone            |                                                      | Comm. straord. | [ 15 ] |
| 15 ottobre 1991  | 18 novembre 1996 | Ugo Bonsignorio           | Democrazia Cristiana                                 | Sindaco        |        |
| 18 novembre 1996 | 14 maggio 2001   | Giuseppe Marvaldi         | lista civica                                         | Sindaco        |        |
| 14 maggio 2001   | 30 maggio 2006   | Giuseppe Marvaldi         | lista civica                                         | Sindaco        |        |
| 30 maggio 2006   | 16 maggio 2011   | Fernando Gandolfi         | lista civica                                         | Sindaco        |        |
| 27 maggio 2011   | 5 giugno 2016    | Fernando Gandolfi         | Uniti per Caravonica (lista civica)                  | Sindaco        |        |
| 5 giugno 2016    | 4 ottobre 2021   | Fernando Gandolfi         | Uniti per Caravonica (lista civica)                  | Sindaco        |        |
| 4 ottobre 2021   | in carica        | Angelo Francesco Dulbecco | Uniti per Caravonica (lista civica di centro-destra) | Sindaco        |        |

### Altre informazioni amministrative
Caravonica fa parte dell'Unione dei comuni della Valle Impero e della Valle del Maro.